# Grzybowice Wielkie
Grzybowice Wielkie (ukr. Великі Грибовичі) – wieś na Ukrainie, w obwodzie lwowskim, w rejonie lwowskim (wcześniej w rejonie żółkiewskim). W 2023 roku liczyła 1232 mieszkańców. Założona w 1440 roku.